# Rubus hemithyrsus
Rubus hemithyrsus är en rosväxtart som beskrevs av Hand.-mazz.. Rubus hemithyrsus ingår i släktet rubusar, och familjen rosväxter. Inga underarter finns listade i Catalogue of Life.